# Edificio de La Nación
El Edificio de La Nación es un inmueble ubicado en la calle Agustinas, al frente de la plaza de la Constitución, en el Barrio Cívico de Santiago, Chile. Hasta 2012 albergó las dependencias del diario La Nación, cuando fue destinado a albergar diversas oficinas de servicios públicos.

## Historia
Las obras de construcción se iniciaron en octubre de 1928 por parte de la empresa constructora estadounidense Fred T. Lay. Los cálculos de resistencia de materiales estuvieron a cargo de Alberto Covarrubias, y se estimaba el costo de la construcción en aproximadamente tres millones de pesos de la época.
El edificio, de estilo art déco, comenzó a ser ocupado en 1929 y fue inaugurado en 1930 con un torreón de tres arcos y un reloj central, siendo recepcionadas las obras de manera oficial el 7 de enero de 1932. En 1935 se encontraban en el último piso del edificio los estudios y equipos técnicos de Radio Cooperativa Vitalicia, que inició sus emisiones el 18 de febrero de dicho año. En 1937 se demolió este torreón para esconder crímenes que involucraban al autor del edificio, el arquitecto Roberto Barceló Lira.
En 2012 se desocuparon las dependencias del diario La Nación, y el edificio pasó a albergar oficinas de la Dirección del Trabajo. En 2013 el Estado compró la totalidad del inmueble, con la finalidad de albergar diferentes dependencias públicas.